# Waynesburg (Ohio)
Waynesburg è un villaggio degli Stati Uniti d'America, situato nello stato dell'Ohio, nella contea di Stark.